# Woodstock (Ohio)
Woodstock és una població dels Estats Units a l'estat d'Ohio. Segons el cens del 2000 tenia 317 habitants.

## Demografia
Segons el cens del 2000, Woodstock tenia 317 habitants, 101 habitatges, i 85 famílies. La densitat de població era de 453,3 habitants per km².
Dels 101 habitatges en un 42,6% hi vivien nens de menys de 18 anys, en un 72,3% hi vivien parelles casades, en un 8,9% dones solteres, i en un 15,8% no eren unitats familiars. En el 14,9% dels habitatges hi vivien persones soles el 6,9% de les quals corresponia a persones de 65 anys o més que vivien soles. El nombre mitjà de persones vivint en cada habitatge era de 3,14 i el nombre mitjà de persones que vivien en cada família era de 3,38.
Per edats la població es repartia de la següent manera: un 34,1% tenia menys de 18 anys, un 10,1% entre 18 i 24, un 30% entre 25 i 44, un 17% de 45 a 60 i un 8,8% 65 anys o més.
L'edat mediana era de 29 anys. Per cada 100 dones de 18 o més anys hi havia 91,7 homes.
La renda mediana per habitatge era de 44.750 $ i la renda mediana per família de 43.750 $. Els homes tenien una renda mediana de 35.250 $ mentre que les dones 25.938 $. La renda per capita de la població era de 24.633 $. Aproximadament l'11,5% de les famílies i el 10,9% de la població estaven per davall del llindar de pobresa.

## Poblacions més properes
El següent diagrama mostra les poblacions més properes.